# Orthotrichum mandonii
Orthotrichum mandonii là một loài Rêu trong họ Orthotrichaceae. Loài này được Schimp. ex Hampe mô tả khoa học đầu tiên năm 1865.